# La Vega, Coahuila
La Vega är en ort i Mexiko.   Den ligger i kommunen Parras och delstaten Coahuila, i den centrala delen av landet, 700 km norr om huvudstaden Mexico City. La Vega ligger 1 178 meter över havet och antalet invånare är 105.
Terrängen runt La Vega är platt, och sluttar norrut. Runt La Vega är det mycket glesbefolkat, med 3 invånare per kvadratkilometer. Närmaste större samhälle är Piedra Blanca, 7,0 km öster om La Vega. Trakten runt La Vega är ofruktbar med lite eller ingen växtlighet.